# Louis Portugais
Louis Portugais est un poète, réalisateur, scénariste et producteur québécois né le 13 janvier 1932 à Montréal (Canada), où il meurt le 16 juillet 1982.

## Biographie
En compagnie de Gaston Miron, Gilles Carle, Jean-Claude Rinfret, Olivier Marchand, Mathilde Ganzani, il participe à la fondation des Éditions de l'Hexagone en 1953.
Portugais est l'un des piliers du Studio français dans les années 1960 à l’Office national du film du Canada. Il est responsable, entre autres, de la venue de Gilles Carle au cinéma.

## Filmographie

### comme réalisateur
- 1954 : The Taxi Driver
- 1956 : Du choc des idées
- 1956 : Château de cartes
- 1957 : Pas un mot
- 1958 : Town Planning: The Master Plan
- 1959 : Il était une guerre
- 1959 : Les 90 Jours
- 1960 : Wilfrid Pelletier, chef d'orchestre et éducateur
- 1960 : Saint-Denys-Garneau
- 1960 : Je
- 1961 : Manger
- 1962 : Algérie 1962: Chronique d'un conflit
- 1964 : Au Canada
- 1965 : Catégories de détenus
- 1967 : Freedom Africa
- 1968 : About Pellan
- 1974 : Notes sur la contestation
- 1974 : Alfred Pellan, peintre

### comme scénariste
- 1954 : The Taxi Driver
- 1961 : Manger
- 1967 : Freedom Africa

### comme producteur
- 1958 : Les Raquetteurs
- 1958 : A Day in June
- 1959 : Correlieu
- 1960 : Normetal